# ザ・グレイテスト・ヒッツ (テレビ番組)
『ザ・グレイテスト・ヒッツ』は、NHK総合テレビジョンで2025年4月5日から放送されている音楽番組である。

## 概要
日本初のラジオ放送が開始から100年を迎えた2025年、『レッツゴーヤング』や『ポップジャム』『MUSIC JAPAN』などといったNHKがかつて放送してきた音楽番組のアーカイブスから昭和・平成・令和のジャパニーズポップスを中心に「これだ!」という名パフォーマンス映像を紹介する番組である。

## 出演者
- ニューヨーク - MC

## 放送リスト
| 回 | 放送日  | タイトル                                            | 紹介歌手                   | 紹介楽曲                    | 紹介番組            |
| -- | ------- | --------------------------------------------------- | -------------------------- | --------------------------- | ------------------- |
| 1  | 4月5日  | 中森明菜スペシャル                                  | 中森明菜                   | スローモーション            | レッツゴーヤング    |
| 1  | 4月5日  | 中森明菜スペシャル                                  | 中森明菜                   | 1/2の神話                   | レッツゴーヤング    |
| 1  | 4月5日  | 中森明菜スペシャル                                  | 中森明菜                   | ミ・アモーレ                | レッツゴーヤング    |
| 2  | 4月12日 | GLAY・直太朗・矢野顕子 "春うた" 特集                | GLAY                       | 春を愛する人                |                     |
| 2  | 4月12日 | GLAY・直太朗・矢野顕子 "春うた" 特集                | 森山直太朗                 | さくら（独唱）              |                     |
| 2  | 4月12日 | GLAY・直太朗・矢野顕子 "春うた" 特集                | 矢野顕子                   | 春咲小紅                    |                     |
| 3  | 4月19日 | 相川七瀬・ヤイコ・UA "大阪の女性ボーカリスト"特集   | 相川七瀬                   | Sweet Emotion               | ポップジャム        |
| 3  | 4月19日 | 相川七瀬・ヤイコ・UA "大阪の女性ボーカリスト"特集   | 矢井田瞳                   | my sweet darlin'            | ポップジャム        |
| 3  | 4月19日 | 相川七瀬・ヤイコ・UA "大阪の女性ボーカリスト"特集   | UA                         | 悲しみジョニー              | ポップジャム        |
| 4  | 4月26日 | hideスペシャル                                      | hide                       | Beauty & Stupid             | ポップジャム        |
| 4  | 4月26日 | hideスペシャル                                      | hide                       | Hi-Ho                       | ポップジャム        |
| 4  | 4月26日 | hideスペシャル                                      | hide                       | ROCKET DIVE                 | ポップジャム        |
| 5  | 5月10日 | コブクロ・ウルフルズ・かりゆし58 "母に贈る歌"特集   | コブクロ                   | 蕾                          |                     |
| 5  | 5月10日 | コブクロ・ウルフルズ・かりゆし58 "母に贈る歌"特集   | ウルフルズ                 | かわいいひと                |                     |
| 5  | 5月10日 | コブクロ・ウルフルズ・かりゆし58 "母に贈る歌"特集   | かりゆし58                 | アンマー                    |                     |
| 6  | 5月17日 | 西城秀樹スペシャル                                  | 西城秀樹                   | I Surrender                 | レッツゴーヤング    |
| 6  | 5月17日 | 西城秀樹スペシャル                                  | 西城秀樹                   | TWIST AND SHOUT             | 青春のポップス      |
| 6  | 5月17日 | 西城秀樹スペシャル                                  | 西城秀樹                   | SMOKE ON THE WATER          | 青春のポップス      |
| 7  | 5月24日 | モーニング娘。スペシャル                            | モーニング娘。             | LOVEマシーン                | ポップジャム        |
| 8  | 5月31日 | ハロー!プロジェクト・スペシャル                     | 松浦亜弥                   | LOVE涙色                    | ポップジャム        |
| 8  | 5月31日 | ハロー!プロジェクト・スペシャル                     | 藤本美貴                   | ロマンティック 浮かれモード | ポップジャム        |
| 8  | 5月31日 | ハロー!プロジェクト・スペシャル                     | 太陽とシスコムーン         | ガタメキラ                  | ポップジャム        |
| 9  | 6月14日 | 中山美穂スペシャル                                  | 中山美穂                   | 生意気                      | レッツゴーヤング    |
| 9  | 6月14日 | 中山美穂スペシャル                                  | 中山美穂                   | 「派手!!!」                 | ヤングスタジオ101   |
| 9  | 6月14日 | 中山美穂スペシャル                                  | 中山美穂                   | 幸せになるために            | ポップジャム’93     |
| 10 | 6月21日 | GLAYスペシャル                                      | GLAY                       | Freeze My Love              | ポップジャム        |
| 10 | 6月21日 | GLAYスペシャル                                      | GLAY                       | 誘惑                        | ポップジャム        |
| 10 | 6月21日 | GLAYスペシャル                                      | GLAY                       | pure soul                   | ポップジャム        |
| 11 | 6月28日 | 「結婚式ソング」 木村カエラ・秦基博・Kiroro         | 木村カエラ                 | Butterfly                   |                     |
| 11 | 6月28日 | 「結婚式ソング」 木村カエラ・秦基博・Kiroro         | 秦基博                     | ひまわりの約束              |                     |
| 11 | 6月28日 | 「結婚式ソング」 木村カエラ・秦基博・Kiroro         | Kiroro                     | 未来へ                      |                     |
| 12 | 7月19日 | 夏!TUBEスペシャル                                   | TUBE                       | 夏を待ちきれなくて          | 第44回NHK紅白歌合戦 |
| 12 | 7月19日 | 夏!TUBEスペシャル                                   | TUBE                       | きっと どこかで             | ポップジャム        |
| 12 | 7月19日 | 夏!TUBEスペシャル                                   | TUBE                       | あー夏休み                  | SONGS               |
| 12 | 7月19日 | 夏!TUBEスペシャル                                   | TUBE                       | 夏を抱きしめて              | SONGS               |
| 13 | 8月2日  | 夏うた〜 TWICE・RIP SLYME・オメガトライブ           | TWICE                      | Dance The Night Away        |                     |
| 13 | 8月2日  | 夏うた〜 TWICE・RIP SLYME・オメガトライブ           | 杉山清貴&オメガトライブ    | サマー・サスピション        |                     |
| 13 | 8月2日  | 夏うた〜 TWICE・RIP SLYME・オメガトライブ           | RIP SLYME                  | 楽園ベイベー                |                     |
| 14 | 8月9日  | 伝説のロック〜 ブルーハーツ・ブランキー・ミッシェル | THE BLUE HEARTS            | リンダリンダ                |                     |
| 14 | 8月9日  | 伝説のロック〜 ブルーハーツ・ブランキー・ミッシェル | BLANKEY JET CITY           | ガソリンの揺れかた          |                     |
| 14 | 8月9日  | 伝説のロック〜 ブルーハーツ・ブランキー・ミッシェル | THEE MICHELLE GUN ELEPHANT | バードメン                  |                     |
| 15 | 8月23日 | 拡大版!平成ミリオンヒット大特集                     | 浜崎あゆみ                 | M                           |                     |
| 15 | 8月23日 | 拡大版!平成ミリオンヒット大特集                     | GLAY                       | SOUL LOVE                   |                     |
| 15 | 8月23日 | 拡大版!平成ミリオンヒット大特集                     | TRF                        | masquerade                  |                     |
| 15 | 8月23日 | 拡大版!平成ミリオンヒット大特集                     | Something ELse             | ラストチャンス              |                     |
| 15 | 8月23日 | 拡大版!平成ミリオンヒット大特集                     | プッチモニ                 | ちょこっとLOVE              |                     |
| 15 | 8月23日 | 拡大版!平成ミリオンヒット大特集                     | 修二と彰                   | 青春アミーゴ                |                     |